# Имилька
Имилька (III век до н. э.) — жена карфагенского военачальника Ганнибала.

## Биография
Жена Ганнибала, чей род возводил свои корни к мифологическому царю Милиху, появилась на свет в крупном испанском городе Кастулоне, известном в древности своими рудниками. Его жители заключили союз с Карфагеном (хотя впоследствии, после побед римлян, перешли на их сторону). Незадолго до начала своего италийского похода Ганнибал, как и ранее его предшественник и родич Гасдрубал Красивый, взял в супруги иберийку. По замечанию Р. Габриэля, Баркиды были крайне заинтересованы в обеспечении своей армии финансовыми, продовольственными и людскими ресурсами от лояльных им испанцев. По мнению С. Ланселя, этот брак мог быть заключен около 220 года до н. э.
Имя супруги Ганнибала сообщает только Силий Италик в своей поэме «Пуника». При этом римский поэт полагал его греческим. Однако, по убеждению антиковедов, это пунийское имя, в основе которого находится семитский корень «mlk» — «царь», «вождь».
По словам Силия Италика, во время осады Сагунта, недалеко от стен осажденного карфагенянами города, Имилька родила сына. Вскоре после этого Ганнибал переправил жену с ребёнком сначала в Гадес, а затем в Карфаген, чтобы уберечь их от превратностей войны. Хотя Имилька, изначально пытавшаяся отговорить мужа от столкновения с Римом, но, убедившаяся в непреклонности, хотела сопровождать его в Италию. Также утверждается, что Ганнибал отказался возложить на алтарь Молоху своего первенца, дав обет богам, что принесёт им роскошные жертвы после захвата Рима. Некоторые современные исследователи критически оценивают эти сведения, переданные латинским писателем.
О дальнейшей судьбе Имильки исторические источники не сообщают. Однако, по свидетельству Юстина, «целомудрие Ганнибала среди множества его пленниц было столь велико, что никто не поверил бы, что он рождён в Африке». По замечанию С. Ланселя, за исключением случая, описанного Плинием Старшим, о связи карфагенского полководца с куртизанкой в италийском городке Салапия, в дальнейшей его жизни «не найти даже тени женского силуэта».